# Temporada da NFL de 1931
A temporada de 1931 da NFL foi a 12ª temporada regular da National Football League. A liga diminuiu para 10 equipes devido a dificuldades financeiras causadas pela Grande Depressão. Enquanto o Cleveland Indians se juntaram como uma equipe de expansão, a liga perdeu o Minneapolis Red Jackets e o Newark Tornadoes. Até mesmo o Frankford Yellow Jackets teve que se retirar da liga no meio da temporada.
Enquanto isso, os Green Bay Packers foram nomeados campeões da NFL pela terceira vez consecutiva, depois de terminarem a temporada com a melhor campanha.

## O Campeonato
As duas melhores equipes em 1931, o Green Bay Packers e os Portsmouth Spartans, não se enfrentaram naquela temporada. Os espartanos mais tarde se tornariam o Detroit Lions, além de enfrentar os Packers regularmente. Green Bay e Portsmouth foram ambos invictos em 7-0-0 depois de sete semanas de jogo. Na semana oito, no entanto, os espartanos jogaram dois jogos no fim de semana de 31 de outubro. Depois de derrotar Frankford por 14-0, Portsmouth viajou para Nova York para enfrentar o New York Giants. Uma multidão de 32.500 assistiu o Spartans perder por 14-0. Em Chicago, o Packers vencerem o Bears por 6-2. Na semana seguinte, Portsmouth perdeu novamente, assim como o Packers que finalmente foram derrotados na Semana 10, perdendo por 21-13 para os Cardinals e caindo para 9-1-0, Portsmouth estava com 10-2-0. Na Semana Onze, Portsmouth tinha que ganhar o  jogo contra o Cardinals, que estava sendo derrotado por 13-7 até o intervalo. Dutch Clark marcou um touchdown, mas a tentativa de conversão de Glenn Presnell falhou, deixando a pontuação em 13-13. Depois que os Cardinals abriram uma vantagem de 20-13, mesmo uma pontuação teria deixado os espartanos em segundo lugar, e Portsmouth perdeu por 20-19. No mesmo dia, Green Bayvenceu em Nova York por 14-10, e ganhou no Thanksgiving (38-7 em Providence). Em 29 de novembro, Green Bay registrou sua 12ª vitória, 7-0 no Brooklyn, para conquistar o título, mas perderam de 7-6 para o Bears na última semana.

## Classificação Final
Assim ficou a classificação final da National Football League em 1931. 
| Team                     | P  | V  | D  | E | PCT  |
| ------------------------ | -- | -- | -- | - | ---- |
| Green Bay Packers        | 14 | 12 | 2  | 0 | .857 |
| Portsmouth Spartans      | 14 | 11 | 3  | 0 | .786 |
| Chicago Bears            | 13 | 8  | 5  | 0 | .615 |
| Chicago Cardinals        | 9  | 5  | 4  | 0 | .556 |
| New York Giants          | 14 | 7  | 6  | 1 | .538 |
| Providence Steam Roller  | 11 | 4  | 4  | 3 | .500 |
| Staten Island Stapletons | 11 | 4  | 6  | 1 | .400 |
| Cleveland Indians        | 10 | 2  | 8  | 0 | .200 |
| Brooklyn Dodgers         | 14 | 2  | 12 | 0 | .143 |
| Frankford Yellow Jackets | 8  | 1  | 6  | 1 | .143 |

Nota: Os empates não eram oficialmente contabilizados até 1972